# ソーサリージョーカーズ
『ソーサリージョーカーズ』は、株式会社NKクリエイトのブランド・3rdEyeより2015年7月24日に発売された18禁恋愛アドベンチャーゲームである。

## ストーリー
「魔法」という不思議な能力に突然一部の人間が目覚めた。魔法という能力は、政府から告知されることによって一般の人々へ広まっていった。そして魔法のエネルギーを利用することは様々な分野へと浸透していったのだ。

## 登場人物
陸壬 陽斗（むつみ はると）
声：ますおかゆうじ
国立第一高等魔法専科＜アカデミー＞に入学して2年目の魔法使い＜キャスター＞。明るく活発で純真な性格だが、少し抜けている面もある。正義感が強い。
センリ
声：やじまのぼる
歓楽街周辺を根城にする、ミステリアスな野良魔法使い＜アウトキャスト＞の青年。魔法の実力が高いため、「請負人」として厄介な仕事を押し付けられている。
趣味は知恵の輪。
六道 あさひ（りくどう あさひ）
声：香山いちご
アカデミーの第9期生であるキャスター。容姿が良く男子から人気はあるが、奇抜な言動をする為周囲から近寄りがたい人物とされている。
いつか夢の国へ行くことを目標としている。
逢鳥 凛久（あとり りく）
声：青葉りんご
アカデミーの所属である第10期生キャスターである、MAGI製品の製造を担う大企業・ATORIの令嬢。幼少時から大人に囲まれて育ったため、非常に落ち着いた動じない性格になった。
神前・フィオナ・アンナベル（こうさき・フィオナ・アンナベル）
声：桃井穂美
教会で使徒職をしているシスター。素直で明るく、何事にも一生懸命な性格である
ノア
声：杏花
謎の少女。停電時のみに出現することから、鉄塔で感電死した人間だったのではないかとうわさされている。
陸壬 緋奈（むつみ ひな）
声：綾瀬あかり
陽斗の妹。
陸壬 悠司（むつみ ゆうじ）
声：咲久間匠
陸壬兄妹の父である刑事＜バースト＞。
國立 暁（こくりゅう あかつき）
声：はしもとゆう
陽斗の同級生。脇役を自称し、冷静に物事を分析することを得意とするが、陽斗の行動に流されやすい。
アゲハ
声：桃井いちご
センリの住む雑居ビルの一室の家主で、アウトキャストに仕事をあっせんしている女性。楽して自由に生きることを信条としており、怠惰な生活を送っている。
かつてはアカデミーに在籍していた。
御来屋 朱乃
声：かわしまりの
ATORIの社員で、凛久が心を許せる数少ない人間。
ルゥ
声：沢澤砂羽
謎の多い人物である。

## 用語
MAGI
魔法の通称で、Magictronicsの略称でもある。
国立第一高等魔法専科＜アカデミー＞
魔法使い＜キャスター＞
野良魔法使い＜アウトキャスト＞
政府の管理下から外れた違法魔法使い。
海上魔法特区＜アガルタ＞
魔法の研究が行われている人工島で、主人公たちが住まう地域でもある。

## 制作スタッフ
- キャラクターデザイン・原画 - 蒔田真記
- シナリオ - 四万十川清流、不死鳥
- 音楽 - まももP
- プロデューサー・企画・制作総指揮 - KEN-ZO
- 制作 - 3rdEye

## 主題歌
主題歌「Unreal Color」
作詞・作曲・編曲 - まもも / 歌 - 中恵光城
2ndOP主題歌「Crystal of Beginning」
作詞・作曲・編曲 - まもも / 歌 - 青葉りんご＆中恵光城